# 無量壽經

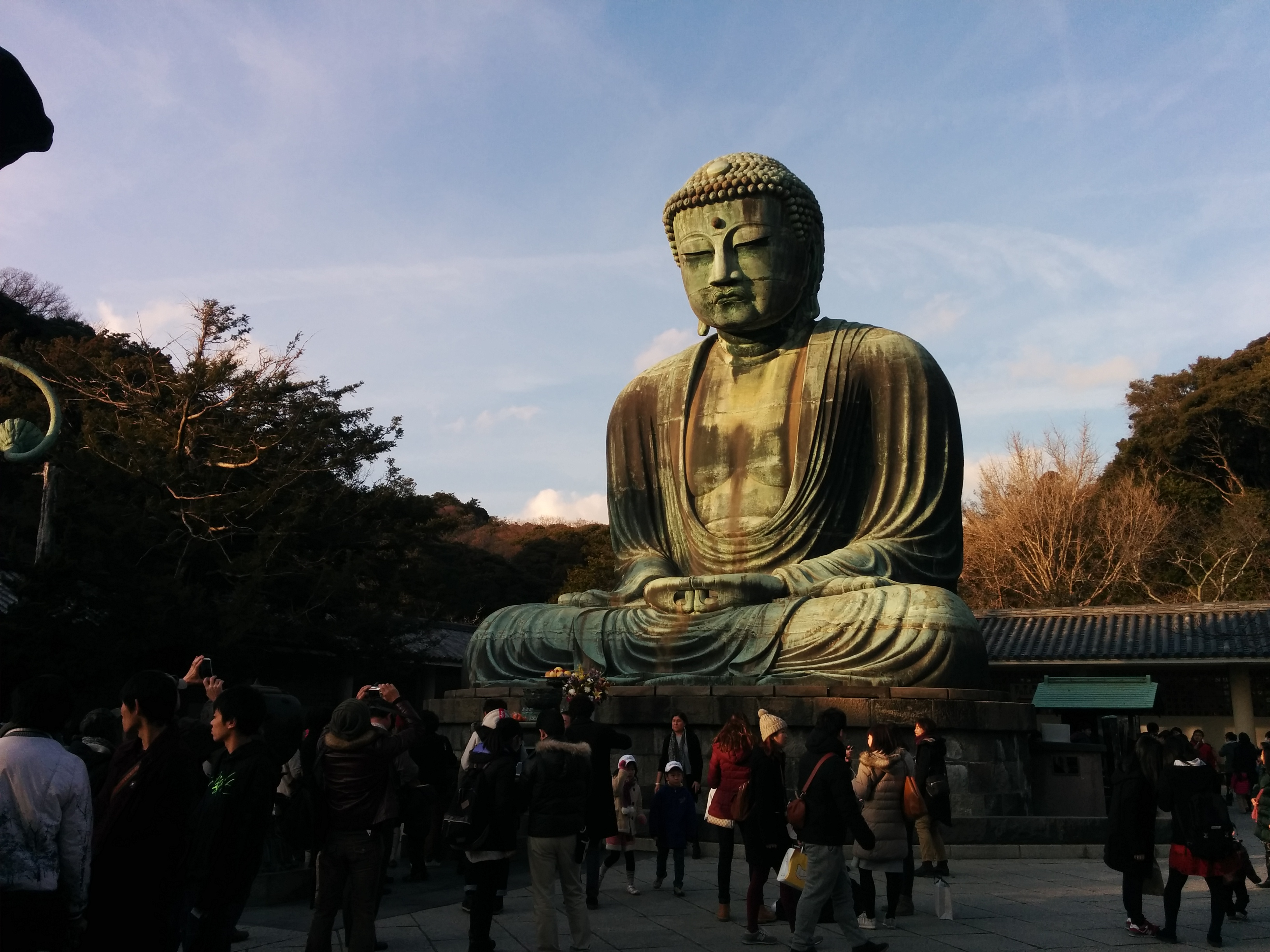
主尊阿彌陀佛

无量壽經，全称佛说无量壽經（梵語：Sukhāvatī-vyūhaḥ-sūtra），為釋迦牟尼佛說的經典，亦為「淨土五經一論」中的一經。
經中介紹法藏比丘（成佛後為無量壽佛）所發諸大願（依版本不同而數量不一樣，有二十四願、三十六願，四十八願，詳見漢譯版本），以及彌陀淨土的樣貌。此經讲述憶念阿彌陀佛，修諸功德，至心信樂願生極樂世界，臨命終時，無量壽佛與諸大眾即現其人前，接引往生安樂國（極樂世界）。

## 漢文本
按經錄所載，自東漢至兩宋一共有八代十二譯，計為漢二、吳一、曹魏二、西晉一、東晉二、劉宋二、唐一、趙宋一。宋元至今只存五種。
不過，後世不少佛教史家對十二譯的說法多有質疑，特別是現代以來，坪井俊映、望月信亨、境野黃洋、中村元、香川孝雄等日本學者在對照經錄、現存譯本、敦煌文書、梵文原本，以及藏譯本等進行勘定，否定《無量壽經》漢文十二譯的看法，而認為許多譯本是誤將一經分屬多位譯者，被《歷代三寶記》等經錄誤載所致。
鑒於各譯本內容、文字間的出入，尤其是阿彌陀佛四十八願各譯願數不盡相同，爾後陸續有居士將之會集，至今共有四次會集。此五种译本和四种会集合成“大经九种”。

### 五種漢譯本
- 《阿彌陀三耶三佛薩樓佛檀過度人道經》，又名《大阿彌陀經》——《出三藏記集》記載為三國吳月氏優婆塞支謙譯[2]，簡稱吳譯。

- 《無量清淨平等覺經》——《開元釋教錄》載為後漢支婁迦讖譯，簡稱漢譯。《高僧傳》、法經《眾經目錄》記載是西域沙門白延〔帛延〕於曹魏甘露年間譯出[3]。

- 《無量壽經》——《開元釋教錄》載為康僧鎧譯於洛陽白馬寺，曹魏嘉平四年[4]，簡稱魏譯。《出三藏記集》記載西晉竺法護譯「無量壽經二卷」、佛陀跋陀羅與寶雲於劉宋永初二年共譯「新無量壽經二卷」。釋德安據其語言學研究，考訂現存本《無量壽經》是竺法護所譯出[5][6]。此版本流通最廣，民國時期的淨土宗僧人释印光稱「現皆受持此經」。

- 《大寶積經無量壽如來會》，簡名《無量壽如來會》——唐南印度三藏法師菩提流志奉詔譯，簡稱唐譯。《大寶積經》其中一品。現代在尼泊爾發現的梵文原本，內容同於此經。蕅益大师在《法海观澜》认为在所有汉译本中，唐本最佳。释印光認為「無量壽如來會，文理俱好」，但因為「末後勸世之文未錄，故皆以康僧鎧之無量壽經為準則焉」。

- 《大乘無量壽莊嚴經》——趙宋西天三藏朝散大夫試光祿卿明教大師法賢奉詔譯，簡稱宋譯。蕅益大师在《阅藏知津》中亦有评价：「法賢本中，有慈氏問答。尤妙。但止三十六願」。

这五种译本义理互有优劣彰晦，例如汉吴二译文辞冗繁，魏译文辞详赡义理圆足，唐译简练精确， 各有所长。就願文數目而言，漢、吳二譯，願目同為廿四願，內容相近，似出自同一梵本；魏、唐二譯，同為四十八願；宋譯三十六願，可能出自另一梵本。

### 四種會集本
自宋迄今，凡為四種：
- 《大阿彌陀經》——趙宋國學進士王龍舒(王日休)校輯。此會集本只參考四種原譯本，而未錄《大寶積經無量壽如來會》(唐譯)，是為「四會本」。该本曾在当时盛行，並收入於龍藏與日本大正藏[7][8]。
- 《無量壽經》——清初彭紹升(彭際清、彭二林)節校。彭氏鑿於王本之失，乃專就《魏譯》去其繁複，並按雲棲本，增入四十八願先後數目，仍名《無量壽經》。此本只是《魏譯》之節校本，而非諸譯之會集本。近代丁福保居士，作《無量壽經箋註》，所註者即彭本。

- 《摩訶阿彌陀經》[9]——清咸豐菩薩戒弟子承貫邵楊魏源(魏承貫、魏默深)會譯。原名《無量壽經》，後經正定王蔭幅居士校訂，並改今名。魏氏之本，集五種原譯，是為「五會本之始」。同治中王蔭福居士即崇魏本[10]，曾親記云王氏復博考眾本，手自校讎，並定經名為《摩訶阿彌陀經》。

- 《大乘無量壽莊嚴清淨平等覺經》——民國菩薩戒弟子鄆城夏蓮居會集[11]。该本经現代僧人释净空推崇之后，也具有一定的影响。[12]

### 七種佚失本
據《開元釋教錄》計為：
- 《無量壽經》二卷——後漢安息國沙門安世高譯。桓靈之世。

- 《無量清淨平等覺經》二卷——曹魏沙門帛延譯於洛陽白馬寺。甘露三年戊寅。

- 《無量壽經》二卷——晉沙門竺曇摩羅察(晉言，法護)譯。永嘉二年。

- 《無量壽至真等正覺經》二卷——一名《樂佛土樂經》，一名《極樂佛土經》。東晉西域沙門竺法力譯。恭帝元熙元年己未。

- 《新無量壽經》二卷——東晉迦毗羅衛國沙門佛陀跋陀羅(晉言，覺賢)譯於道場寺，劉宋永初二年。

- 《新無量壽經》二卷——宋涼州沙門寶雲譯於道場寺，永初二年。

- 《新無量壽經》二卷——宋罽賓國沙門曇摩羅蜜多(晉言，法秀)譯，元嘉年中。

### 本經註釋

#### 印度註釋
- 《無量壽經優婆提舍》，世親菩薩造，元魏天竺三藏菩提流支譯 ，一卷。修禮拜、讚歎、作願、觀察、迴向這五念門成就者，畢竟得生安樂國土，見彼阿彌陀佛。

#### 中國註釋
五譯之中，《魏譯》較備。故大經註疏，集於《魏譯》。大德多為小本彌陀作註。至於註大本者僅隋淨影，唐嘉祥兩家。
- 《無量壽經義疏》六卷——隋京師淨影寺沙門淨影慧遠撰疏。世稱淨影疏。

- 《無量壽經義疏》——唐嘉祥寺吉藏撰。世稱嘉祥疏。

#### 朝鮮註釋
又新羅國（今朝鮮半島）有憬興、元曉兩家：
- 《無量壽經義述文贊》三卷——新羅沙門憬興著。世稱憬興疏。

- 《無量壽經宗要》一卷——新羅國黃龍寺沙門元曉撰。曾入唐遊學，還後，化振海東。其疏曰海東疏。

- 《遊心安樂道》一卷——亦元曉師撰，乃淨宗古佚十書之一。

#### 日本註釋
- 《無量壽經甄解》日本道隱法師著。收錄唐‧慧遠、嘉祥、元曉、憬興等四家及日本廿家之註釋。

黃念祖居士著之《大乘無量壽莊嚴清淨平等覺經科註》云：大經光明，照耀日本，註釋之盛，遠超我國。筆者所知者已廿餘種，計為：
1. 《無量壽佛贊鈔》一卷，興福寺善珠作。
2. 《無量壽經述義》三卷，最澄集。
3. 《無量壽經私記》一卷，智景作。
4. 《無量壽經義苑》七卷，紀州總持寺南楚作。
5. 《無量壽經略箋》八卷，享保五年洛東禪林寺院溪作。
6. 《無量壽經鈔》七卷，望西樓了惠作。
7. 《無量壽經直談要註記》廿四卷，永享四年增上寺西譽作。
8. 《無量壽經見譯會校釋二五一聞》七卷，良榮作。
9. 《無量壽經科玄概》一卷，小倉西吟作。
10. 《無量壽經會疏》十卷，越前勝授寺峻諦作。
11. 《無量壽經開義》六卷，平安西福寺惠空作。
12. 《無量壽經貫思義》三卷，薏州理圓作。
13. 《無量壽經顯宗疏》十七卷，江州性海無涯作。
14. 《無量壽經要解》三卷，法霖作。
15. 《無量壽經講錄》十卷，紀州磯肋安樂寺南麟作。
16. 《無量壽經梵響記》六卷，靈鳳作。
17. 《無量壽經眼髓》十一卷，攝州定專坊月溪作。
18. 《無量壽經義記》五卷，堺華藏庵惠然作。
19. 《無量壽經海渧記》廿卷科二卷，攝州小曾禰憲榮泰岩作。
20. 《無量壽經永安錄》十三卷，薏報專坊慧雲作。
21. 《無量壽經甄解》十八卷，道隱作。
22. 《無量壽經合贊》四卷，觀徹作。

### 校會本註釋
- 《無量壽經起信論》三卷——清初彭際清作。所註為彭氏之節校本。

- 《無量壽經箋註》二卷——清末丁福保作。所註為彭氏之節校本。

- 《佛說摩訶阿彌陀經衷論》——清末正定王耕心作。所註為魏承貫氏會本。

- 《佛說大乘無量壽莊嚴清淨平等覺經眉注》——民國李炳南作。所註為夏老之《佛說大乘無量壽莊嚴清淨平等覺經》。

- 《佛說大乘無量壽莊嚴清淨平等覺經解》四卷——民國黃念祖解。所註為夏老之《佛說大乘無量壽莊嚴清淨平等覺經》。

又清末沈善登居士著有《報恩論》三卷，中有《淨土法門綱宗》、《無量壽經綱宗》、《往生正因論》等。

## 藏文本
《無量壽經》的藏本翻譯，收於藏傳大藏經中《大寶積經》第五會《聖阿彌陀名莊嚴大乘經》〈 Hphags pa hod dpag med kyi brod pa shes bya ba theg pa chen pohi mdo; Skt, Arya-amitabhavyuha nama mahayana sutra 〉是印度阿阇黎胜友（Jinamitra）與施戒（Danasila）、以及西藏人之衣基戴（ye ses sde）於九世紀初共譯成。

## 參閲
- 西方極樂世界
- 淨土宗
- 阿彌陀佛
- 觀音菩薩
- 大勢至菩薩
- 淨土五經一論
- 阿彌陀經
- 觀無量壽佛經

## 外部連結
- （繁體中文）無量壽經五種原譯本 （页面存档备份，存于）
- （繁體中文）無量壽經會集本 （页面存档备份，存于）
- （繁體中文）無量壽經大經解
- （繁體中文）無量壽經易解 （页面存档备份，存于）
- 佛說無量壽經全文阅读 （页面存档备份，存于）